# Tychicus
Tychicus là một chi nhện trong họ Sparassidae.